# مارسيو أرواخو (لاعب كرة قدم)
مارسيو أرواخو (بالبرتغالية: Márcio Araújo‏) هو لاعب كرة قدم ومدرب كرة قدم برازيلي، ولد في 7 مايو 1960 في São José do Rio Pardo ‏ في البرازيل.